# Vetenskapsåret 1897

## Händelser
- 15 maj - Allmänna konst- och industriutställningen öppnar på Djurgården i Stockholm.
- Elektronen upptäcks av J. J. Thomson
- Adrenalin upptäcks av John Jacob Abel

## Pristagare
- Bigsbymedaljen: Clement Reid [1]
- Copleymedaljen: Albert von Kolliker
- Wollastonmedaljen: Wilfred Hudleston [2]

## Födda
- 20 juli - Tadeus Reichstein (död 1996), kemist, Nobelpristagare.
- 12 augusti - Otto Struve (död 1963), astronom.
- 12 september - Irène Joliot-Curie (död 1956), vetenskapare.

## Avlidna
- 19 februari - Karl Weierstraß (född 1815),  tysk matematiker.
- 15 mars - James Joseph Sylvester, (född 1814),  brittisk matematiker.
- 6 maj
  - Edward James Stone (född 1831), astronom.
  - Alfred Des Cloizeaux (född 1817), mineralog.
- 19 oktober - George Pullman (född 1831), uppfinnare.

### Fotnoter
1. ↑  ”Geological Society”. Arkiverad från originalet den 21 april 2009. https://web.archive.org/web/20090421141428/http://www.geolsoc.org.uk/gsl/info/collections/archives/page753.html. Läst 13 april 2011.
2. ↑  ”Geological Society”. Arkiverad från originalet den 5 juni 2011. https://web.archive.org/web/20110605102217/http://www.geolsoc.org.uk/gsl/society/history/page750.html. Läst 13 april 2011.